# H̄
Cette page contient des caractères spéciaux ou non latins. S’ils s’affichent mal (▯, ?, etc.), consultez la page d’aide Unicode.
H̄ (minuscule : h̄), appelé H macron, est un graphème utilisé dans la romanisation ISO 233-1 de l’écriture arabe, la romanisation ISO 11940 du thaï et dans la romanisation de l’alphabet kharoshthi.  Il s'agit de la lettre H diacritée d'un macron.

## Utilisation
Dans la romanisation ISO 233-1 de l’écriture arabe, ‹ h̄ › translittère le ḥā šaddah ‹ هّ ›, le hāʾ et le šaddah étant translittéré avec le h et avec le macron suscrit.

## Représentations informatiques
Le H macron peut être représenté avec les caractères Unicode suivants :
- décomposé (latin de base, diacritiques) :

| formes    | représentations | chaînes de caractères | points de code | descriptions                                 |
| --------- | --------------- | --------------------- | -------------- | -------------------------------------------- |
| capitale  | H̄               | H◌̄                    | U+0048 U+0304  | lettre majuscule latine h diacritique macron |
| minuscule | h̄               | h◌̄                    | U+0068 U+0304  | lettre minuscule latine h diacritique macron |

## Sources
- (en) Andrew Glass, Stefan Baums et Richard Salomon, Proposal to Encode Kharoṣṭhī Script in Plane 1 of ISO/IEC 10646 (no L2/02-203 R2), 19 septembre 2002 (lire en ligne)
- (en) Thomas T. Pederson, Transliteration of Arabic, 2.2, 2008 (lire en ligne)